# Baltic Sea Action Group
BSAG, Группа Действий по Балтийскому морю (англ. Baltic Sea Action Group) — независимый фонд, который, объединяя  ресурсы государственного, частного и третьего секторов, занимается работой, направленной на поиск решений для спасения  Балтийского моря. BSAG фокусируется на таких проблемах Балтийского моря, как эвтрофикация, попадание в воду опасных веществ, и риски, связанные с морским судоходством.  

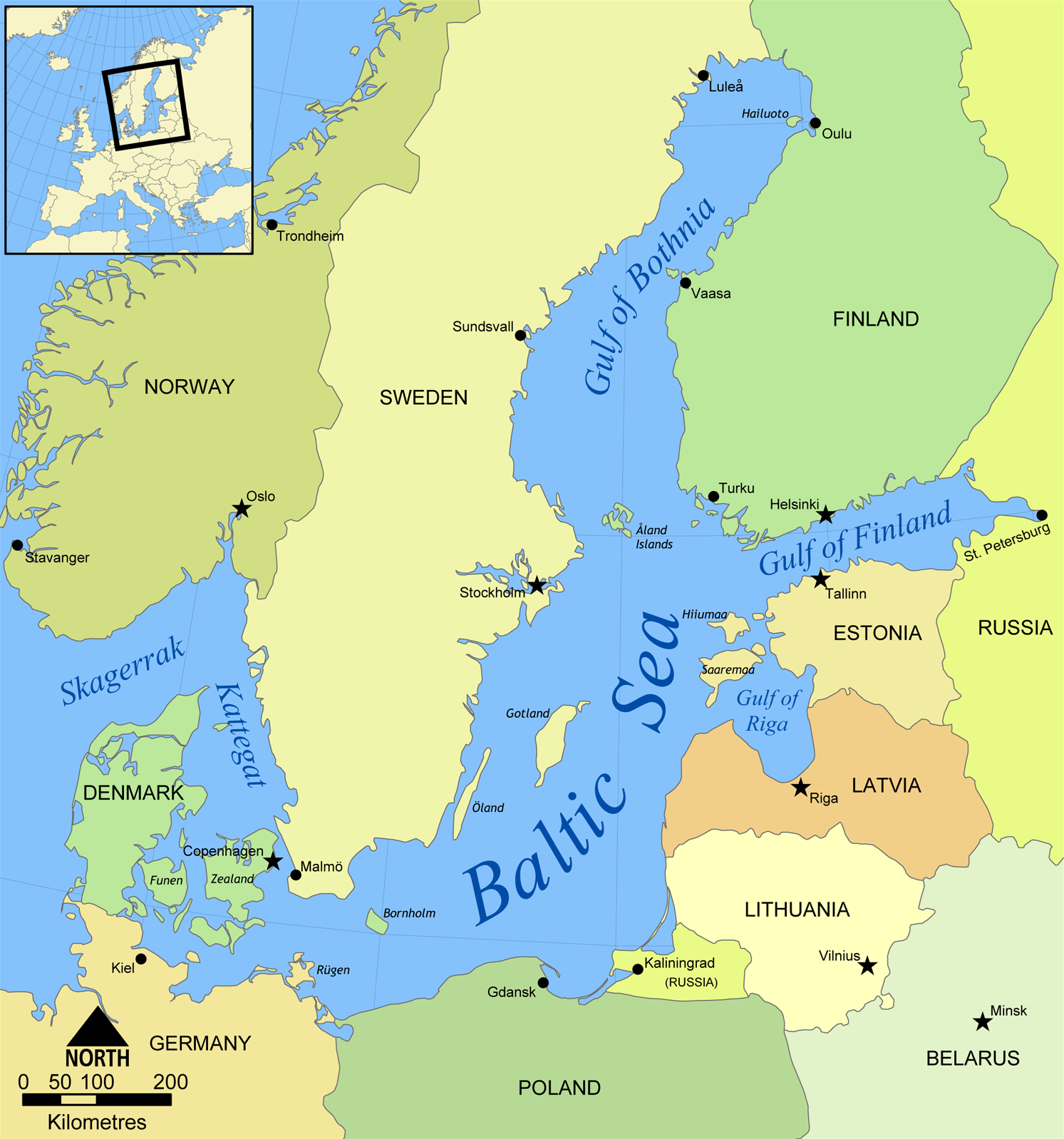
К водосборному бассейну Балтийского моря относятся 14 государств: Норвегия, Швеция, Финляндия, Россия, Белоруссия, Украина, Дания, Германия, Польша, Эстония, Латвия, Литва, Словакия, и Чехия. Девять из них - Дания, Швеция, Финляндия, Россия, Эстония, Латвия, Литва, Польша и Германия - имеют непосредственный выход в Балтийское море.

Фонд основали влиятельный финский бизнесмен и политик Илкка Херлин (фин. Ilkka Herlin), Саара Канкаанринта и Анна Котсало-Мустонен. Зарегистрирован фонд был в 2008 году. BSAG действует по всей территории Балтийского моря. Местонахождение фонда — Хельсинки.

## Название
Официальное название фонда – Фонд «Живая Балтика». Оно переведено на все 14 языков бассейна Балтийского моря, что отражает также проблему, возникающую из-за языкового и культурного многообразия региона. Ради удобства и единства понимания Фонд «Живая Балтика» использует рабочее название BSAG — Baltic Sea Action Group или Группа Действий по Балтийскому морю.
Название Фонда: 
- на финском языке — Elävä Itämeri säätiö;
- на английском — Foundation for a Living Baltic Sea;
- на шведском — Stiftelsen för ett levande Östersjön;
- на русском — Фонд "Живая Балтика";
- на немецком — Stiftung Lebende Ostsee;
- на эстонском — Elava Läänemere fond;
- на латвийском — Fonds dzīvībai Baltijas jūrā;
- на литовском — Gyvos Baltijos Jūros Fondas;
- на норвежском — Stiftelsen Den levende Østersjøen;
- на датском — Foreningen for en levende Østersø;
- на польском — Fundacja Nadzieja Dla Bałtyku;
- на белорусском — Фундацыя "Жывая Балтыка";
- на чешском — Nadace pro živé Baltské moře;
- на словацком — Nadácia na ochranu Baltického mora;
- на украинском — Фонд "Жива Балтика".

## Миссия
«Комплексный подход и конкретные целенаправленные действия»
Миссия BSAG — восстановление экологического баланса Балтийского моря. Роль Фонда заключается в объединении действий всех сторон, необходимых для изменения к лучшему ситуации на Балтике. BSAG фокусируется на конкретных действиях и взаимодействии, основанном на поиске решений; проекты осуществляются посредством добровольных обязательств. Стороны, принявшие обязательства, реализуют проекты, используя собственные ресурсы. Фонд привлекает внимание общественности к проблемам Балтийского моря и повышает осведомлённость в  этой области.

## Задачи
- Объединить различные деятельные круги для совместной работы по охране Балтийского моря
- Выступать в качестве катализатора и инициатора конкретных проектов по всем проблемным направлениям Балтийского моря.

## Действия
Важными способами действия BSAG являются сбор добровольных обязательств, которые прямо или косвенно помогают Балтийскому морю, а также организуемый через регулярные интервалы времени Саммит Действий по Балтийскому морю (Baltic Sea Action Summit, BSAS) – конференция на высшем уровне.

### Обязательства
Добровольное обязательство:
- Разовое действие или процесс, результаты которого оказывают положительное воздействие – прямое либо косвенное — на экологическое состояние Балтийского моря.
- Новое разовое действие или проект. Уже завершённые проекты обязательствами не являются.
- Является максимально конкретным, с чётко определёнными этапами реализации.
- Может быть как финансовым, так и нефинансовым.
- Может иметь форму единовременного действия, предоставления технологии, ноу-хау, услуг, улучшения процессов и пр.

Хорошее обязательство является достаточно конкретным, и напрямую связано с основным направлением деятельности, бизнес-моделью, задачами компании, и развивает их в направлении, которое является также важным в деле спасения Балтийского моря.
Привлечение к участию в решении проблем Балтийского моря открывает принимающей обязательство стороне новые рынки и даёт новые бизнес-возможности. Эффективное добровольное обязательство является выгодным как для Балтийского моря, так и для стороны, принявшей обязательство. К настоящему моменту принято около 200 обязательств. Все они доступны в банке обязательств на сайте фонда. BSAG ведёт мониторинг реализации обязательств.

### Саммит Действий по Балтийскому морю, BSAS
10 февраля 2010 года в Хельсинки состоялся Саммит Действий по Балтийскому морю (Baltic Sea Action Summit, BSAS), где присутствовали главы государств и правительств из одиннадцати стран акватории Балтийского моря: король Швеции Карл XVI Густав, министр окружающей среды Швеции Андреас Карлгрен, президент Латвии Валдис Затлерс, президент Литвы Даля Грибаускайте, премьер-министр Норвегии Йенс Столтенберг, премьер-министр Дании Ларс Лёкке Расмуссен, премьер-министр Эстонии Андрус Ансип, председатель правительства Российской Федерации Владимир Путин, заместитель премьер-министра Польши Вальдемар Павляк, министр сельского хозяйства Германии Ильзе Айгнер, заместитель министра природных ресурсов и охраны окружающей среды Республики Беларусь Виталий Кулик, а также член Европейской комиссии, ответственный за региональную политику — Йоханнес Хан (нем. Johannes Hahn).
Саммит предоставил возможность для глав государств, региональных и местных властей, компаний, руководителей бизнеса, неправительственных организаций и обычных граждан внести свой вклад в восстановление экологического баланса Балтийского моря согласно направлениям, обозначенным в Плане Действий по Балтийскому морю ХЕЛКОМ. Проведение Саммита было инициировано президентом Финляндии 
Тарьей Халонен, премьер-министром Финляндии Матти Ванханеном и Группой Действий по Балтийскому морю (BSAG).
В Саммите участвовало свыше 500 человек, и было принято около 150 обязательств. Каждое из 11 государств, участвовавших в Саммите в Хельсинки, приняло по нескольку обязательств в пользу Балтийского моря.
Процесс BSAS получил продолжение: следующий саммит под названием "Саммит Балтийского моря" пройдет в Санкт-Петербурге 5—6 апреля 2013 г..